# WinSCP
WinSCP (engl. Windows Secure Copy) je besplatan softver otvorenog koda SFTP, FTP, WebDAV, Amazon S3 i SCP klijent za Microsoft Windows. Njegova glavna funkcija je siguran prenos datoteka sa lokalnog na udaljeni računar. Pored ovoga, WinSCP nudi osnovno upravljanje datoteka, kao i funkcionalnost sinhronizacije datoteka. Za siguran prenos podataka koristi Secure Shell (SSH) i podržava SCP i SFTP protokol.
Razvoj WinSCP-a je započet u martu 2000. godine. U početku je bio hostovan na Ekonomskom univerzitetu u Pragu, gde je u to vreme radio njegov autor. Od 16. jula 2003. godine licenciran je pod GNU GPL i hostovan je na SourceForge.net. WinSCP je baziran na implementaciji SSH protokola iz PuTTY-a i FTP protokolu iz FileZille.

## Osobine
- Grafički korisnički interfejs
- Integracija sa Windowsom
- Sve uobičajene operacije s datotekama
- Podrška za SFTP i SCP protokole preko SSH-1 i SSH-2, FTP protokol, WebDAV protokol i Amazon S3 protokol.[4]
- Mogućnost za grupno skriptiranje (Batch), interfejs kopmandne linije i. NET "wrapper"
- Sinhronizacija direktorijuma
- Integrisani uređivač teksta
- Podrška za SSH lozinku, interaktivnu tastaturu, javni ključ i Kerberos (GSS) proveru autentičnosti
- Integracija sa Pageantom (PuTTY agent) za potpunu proveru autentičnosti javnog ključa sa SSH
- Mogućnost izbora interfejsa da liči na Windows Explorer ili Norton Commander
- Sposoban za prenos datoteka i zadržavanje originalnih datuma/vremenskih oznaka, za razliku od ostalih FTP klijenata

## Spoljašnje veze
- Zvanični veb-sajt
- Dokumentacija
- WinSCP na SourceForge-u